# Evacuate Earth
Evacuate Earth (titulado: Evacuar la Tierra en España y Abandonar el planeta Tierra en Hispanoamérica) es una serie documental de National Geographic Channel emitida por primera vez en 2012.
La serie está producida a modo de falso documental y se centra en posibles cataclismos en la Tierra a los que la humanidad tendría que hacer frente en tales situaciones. A esto se le conoce como futurología.
La producción se compone de siete episodios de 90 minutos cada uno.

## Premisa
En cada episodio se recrean situaciones que se podrían dar en un futuro relativamente lejano o en el presente. La serie combina escenas de ciencia ficción con la vida real y las escenas fueron producidas mediante "grabaciones caseras" ofreciendo al televidente una imagen real de lo que sucede.
A partir de datos científicos y testimonios de expertos en las materias relacionadas con los desastres, en cada una de las siete entregas que componen la serie se evalúan las posibilidades de que el planeta sufra un colapso fatal y de que la raza humana lograra sobrevivir. En cada escenario, los seres humanos se verían obligados a establecer estrategias de supervivencia, con lo que el ingenio y la esperanza serán las mejores armas contra los cataclismos. Narrado como si fuera una película de ciencia ficción, la serie emplea imágenes generadas por ordenador y efectos digitales que han hecho posible secuencias impactantes que recrean la destrucción de la Tierra.

## Episodios
Entre paréntesis: temática
1. Zombie Earth (Enfermedad vírica)
2. Evacuate Earth (Destrucción y evacuación del planeta)
3. Micro Monsters (Nanotecnología)
4. Flooded Earth (Subida del nivel del mar)
5. Monster Storm (Cambio climático severo)
6. Hell On Earth (Erupciones volcánicas simultáneas)
7. Frozen Earth (Alejamiento orbital de la Tierra del sol)